# Конкурс НБА H–O–R–S–E

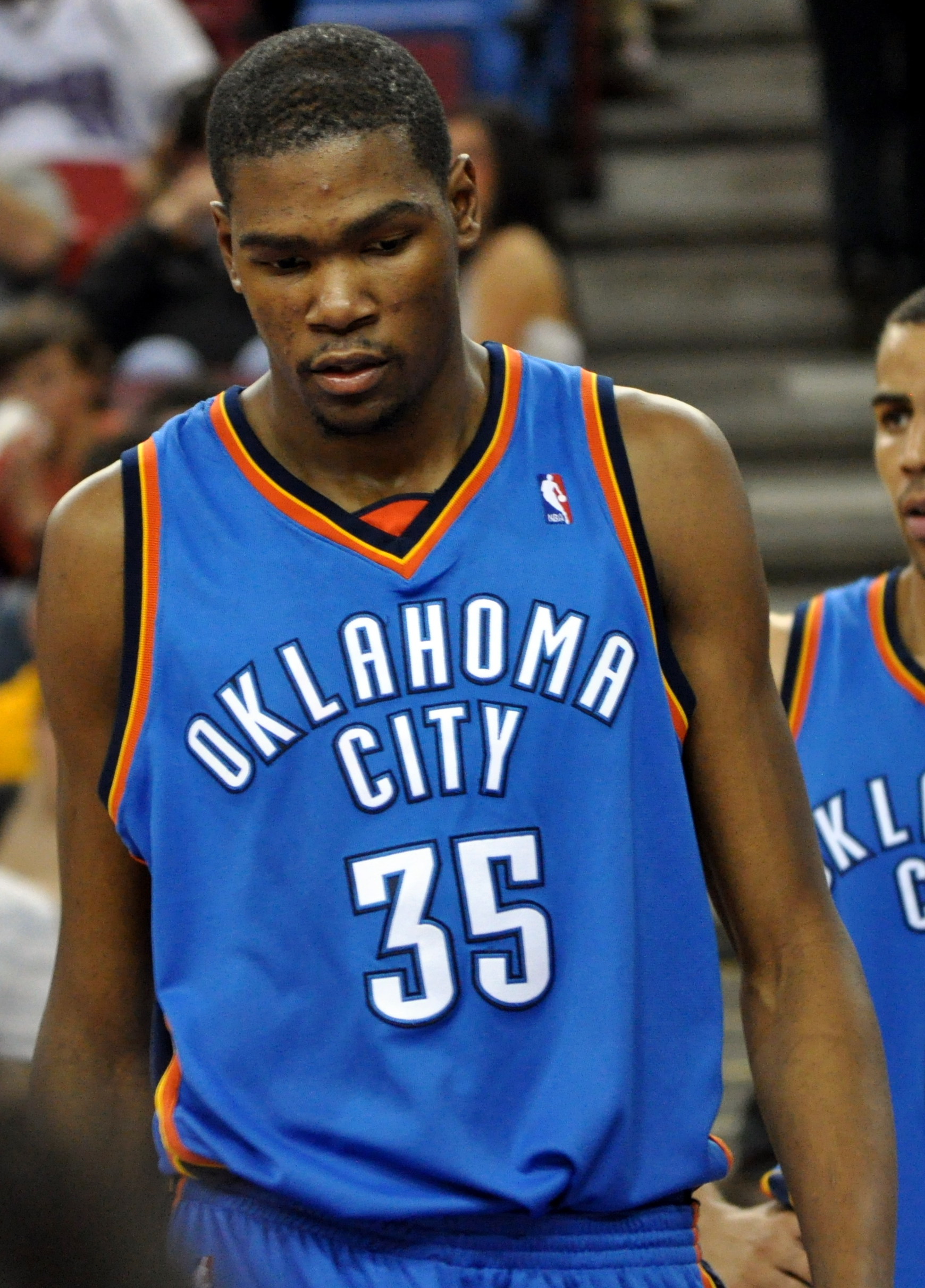
Кевин Дюрант выиграл оба конкурса H-O-R-S-E

Конкурс НБА H-O-R-S-E (англ. NBA All-Star H–O–R–S–E Competition) (также известный как NBA All-Star G-E-I-C-O Competition, в связи со спонсорством компании Geico Insurance) — был конкурсом Национальной баскетбольной ассоциации, проходившим во время звёздного уикенда. Впервые конкурс прошёл во время матча всех звёзд НБА 2009 года в Финиксе, Аризона. Конкурс также проводили и на следующем звездном уикенде, однако перед матчем всех звёзд 2011 года он был отменён. Конкурс проводился в субботнюю ночь, накануне матча всех звёзд. Ранее НБА проводило H-O-R-S-E в сезоне 1977 года.
В сезоне 2019/2020 конкурс вернулся в программу звёздного уик-энда.

## Правила
Во время конкурса участники выполняют броски с необычных мест или необычным способом, а другие участники должны в точности повторить бросок. Основными правилами конкурса являются:
- Слэм-данки запрещены
- Игрокам даётся 24 секунды, чтобы выполнить или повторить бросок
- Судьи следят, чтобы игрок правильно выполнил бросок, который он объявил, а также следят, чтобы остальные в точности повторяли броски

Конкурс проходит на площадке размером 13,72 м на 15,24 м, половине обычной баскетбольной площадки.

## Победители
| Игрок (#)   | Количество побед в конкурсе                               |
| Команда (#) | Сколько раз представители этой команды выигрывали конкурс |

| Сезон   | Игрок            | Команда                  | Закончил с |
| ------- | ---------------- | ------------------------ | ---------- |
| 1977/78 | Пол Уэстфал      | Финикс Санз              | H–O        |
| 2008/09 | Кевин Дюрант     | Оклахома-Сити Тандер     | H–O–R–S    |
| 2009/10 | Кевин Дюрант (2) | Оклахома-Сити Тандер (2) | H–O–R      |
| 2019/20 | Майк Конли       | Юта Джаз                 | H–O        |

## Участники конкурса
| Игрок (выделенный жирным текстом) | Победитель конкурса           |
| Игрок (#)                         | Количество участий в конкурсе |

| Сезон   | Игроки                                             |
| ------- | -------------------------------------------------- |
| 1977/78 | Пол Уэстфал, Пит Маравич, Кевин Гриви, Морис Лукас |
| 2008/09 | Кевин Дюрант, Джо Джонсон, О Джей Мейо             |
| 2009/10 | Омри Касспи, Кевин Дюрант (2), Рэджон Рондо        |